# Iulia Curea
Iulia Vasilica Curea (született: Pușcașu Bákó, 1982. április 8. –) román válogatott kézilabdázó, a CSM București játékosa.

## Pályafutása
Iulia Curea Bákón született 1982. április 8-án. Pályafutását is itt, a Știința Bacău csapatában kezdte. Hazájában játszott az Oltchim Vâlcea és a CSM București csapatában. Többszörös román bajnok és kupagyőztes, a București Bajnokok Ligája győztes csapatának tagja. 2016-ban Bukarest díszpolgára lett.

## Sikerei, díjai
- Román bajnok: 2007, 2008, 2009, 2010, 2011, 2012, 2013, 2015, 2016
- Román kupagyőztes: 2007, 2011, 2012, 2016, 2017
- Bajnokok Ligája:
  - Győztes: 2016
  - Döntős: 2010
  - Bronzérmes: 2017
- Kupagyőztesek Európa-kupája:
  - Győztes: 2007
- Klubcsapatok Európa-bajnoksága:
  - Győztes: 2007